# Assedio di Coevorden (1593)
L'assedio di Coevorden del 1593 o secondo assedio di Coevorden, fu un assedio svoltosi dal 28 ottobre al 6 marzo 1594 presso la città di Coevorden (attuali Paesi Bassi) nel corso della guerra degli ottant'anni. L'assedio iniziò in ottobre, ma con l'inverno e la mancanza di rifornimenti gli spagnoli dovettero ritirarsi nei loro accampamenti invernali. L'assedio riprese nel marzo del 1594, ma il 6 maggio Maurizio d'Orange giunse con il suo esercito anglo-olandese a salvare la città di Coevorden, costringendo le forze spagnole al comando di Francisco Verdugo a ritirarsi.

## Antefatto
L'armata delle Fiandre spagnola si trovava ancora nel 1593 a dover fronteggiare la resistenza olandese. Quando il grosso delle forze spagnole venne dirottato in Francia per ordine diretto di Filippo II di Spagna, per recare assistenza alla Lega Cattolica, i soldati olandesi ed inglesi impegnati nello scontro e comandati da Maurizio d'Orange e da Francis Vere rispettivamente si portarono all'offensiva. Il principe d'Orange adottò la medesima tattica già utilizzata da Alessandro Farnese, andando a creare delle barriere difendibili nelle zone da controllare. Questo portò a far sì che molte città caddero nelle mani degli olandesi negli anni '90 del Cinquecento. La città di Coevorden era una di queste che era già stata catturata nel settembre del 1592; la conquista della città avrebbe consentito di tagliare le linee di rifornimento alla città di Groninga. L'anno successivo, la conquista di Geertruidenberg raggiunse in parte questo scopo. Il comandante militare spagnolo della zona, Francisco Verdugo, aveva già notato come Coevorden si presentasse come un punto cruciale per il governo spagnolo dei Paesi Bassi settentrionali. All'inizio del 1593, Verdugo lanciò la sua campagna partendo da Groenlo ed occupando il piccolo villaggio di Gramsbergen, costruendo dei piccoli forti presso Emlichheim e presso Dalen.
Verdugo era intenzionato a farsi spazio nella regione tramite la costruzione di una nuova strada, opera che gli venne impedita da Guglielmo Luigi di Nassau-Dillenburg. In quel tempo la guarnigione di Coevorden era guidata da Caspar van Eussum che prese le dovute precauzioni, accumulando munizioni e cibo necessari a Coevorden in previsione dell'assedio degli spagnoli.

### La campagna

#### Il primo assedio
Le forze di Verdugo marciarono verso Coevorden passando dalla strada di Bruges Essche nell'ottobre del 1593. Gli spagnoli avevano creato un blocco su questa stessa strada. Verdugo ad ogni modo non era abituato al clima di Coevorden, e mancava pure di cibo e rifornimenti, in più erano scoppiati focolai di malattia tra i soldati spagnoli e molti erano stati pure i disertori al punto che la compagnia si era ridotta da 500 a 100 uomini.
Verdugo realizzò a novembre di non avere sufficienti munizioni né provviste per un lungo assedio. Con l'inverno ormai alle porte, Verdugo non ebbe altra opzione che ritirarsi dalla fortezza per svernare nei propri accampamenti.

#### Il secondo assedio
Sebbene gli spagnoli si fossero portati nei quartieri invernali, venne tentato comunque un blocco alla città di Coevorden. Anche col blocco in atto, ad ogni modo, diversi erano i rifornimenti che in qualche modo riuscivano a giungere in città.
Nel marzo del 1594 Verdugo si presentò davanti alla città di Coevorden con 8000 uomini, tra cui 2000 cavalieri. Avendo circondato la città, gli spagnoli chiesero la resa, ma questa venne rifiutata da Van Eussum. Questi sperava nell'arrivo quanto prima delle forze alleate, ma nel contempo gli spagnoli iniziarono a posizionare la loro artiglieria sui bastioni in posizioni chiave.

#### Il salvataggio
Sentendo la notizia dell'assedio di Verdugo, Maurizio con la sua forza (che includeva dodici compagnie di inglesi e dieci di scozzesi per un totale di 5000 uomini al comando di sir Francis Vere) si spostò velocemente da Zwolle e marciò alla volta di Coevorden. Il conte Guglielmo Luigi, con le sue tredici compagnie di frisiani, aveva fortificato l'area nota come palude di Bourtange così che Maurizio potesse muovervisi velocemente e cogliere Verdugo di sorpresa. Guglielmo Luigi si unì quindi all'esercito del principe d'Orange e di Vere sulla strada tra Vecht e la palude di Bourtange portando così il totale degli uomini a 9600 fanti e 1900 cavalieri.
Il conte Filippo di Hohenlohe-Neuenstein venne inviato con venti compagnie olandesi a coprire il confine meridionale contro l'avanzata dell'esercito di Verdugo comandato da Frederik e Herman van den Bergh con quasi 8000 uomini. Nel frattempo, le forze di Maurizio d'Orange si avvicinavano sempre più a Coevorden ed iniziarono a scavare delle trincee di fronte alle forze spagnole che circondavano la città. Verdugo convocò un consiglio di guerra e decise di abbandonare la sua posizione in quanto qualsiasi opzione diversa sarebbe equivalsa per lui e per le sue truppe ad un suicidio.
La notte del 7 maggio, gli spagnoli abbandonarono il loro campo, bruciando tutto ciò che avevano costruito e si ritirarono dall'assedio. L'assedio di Coevorden si era concluso dopo trentun settimane.

## Conseguenze
Verdugo divise le sue forze e gli anglo-olandesi si diedero ad inseguirle confusamente; gran parte delle sue forze si portarono a Groninga mentre il resto fece rotta su Oldenzaal nei pressi del fiume Ems, nei pressi di Lingen.
Dopo aver tolto l'assedio alla città a Maurizio rimanevano due possibilità; l'immediato assedio di Groninga o l'inseguimento degli spagnoli nella regione di Twente. Malgrado forti dibattiti, Guglielmo Luigi e Vere fecero pressione perché finalmente si giungesse alla conquista di Groninga.
Coevorden rimase nelle mani degli olandesi per il resto della guerra.